# Pascual Chávez Villanueva
Pascual Chávez Villanueva (n. 20 decembrie 1947, Real de Catorce⁠(d), San Luis Potosí, Mexic) este un preot salesian catolic și a fost rector major al Congregației Saleziane din 3 aprilie 2002 până în 24 martie 2014, devenind al IX-lea succesor al lui Don Bosco în guvernarea celei de-a doua comunități religioase ca mărime din Biserica Catolică .
Chávez a fost al doilea latino-american care a ocupat poziția de vârf a respectivei Congregații (primul a fost predecesorul său imediat, João E. Vecchi, de naționalitate argentiniană). În cadrul celui de-al XXVI-lea Capitolul General al Salezieni, desfășurat la Roma între februarie și aprilie 2008, a fost ales pentru un al doilea mandat de șase ani. Pe 24 martie 2014 a fost succedat de Ángel Fernández Artime .